# Clemens von Dannenberg
Franz Wilhelm Clemens von Dannenberg (* 5. Dezember 1819 in Köln; † 23. Juni 1897 auf Schloss Lebenhan bei Neustadt an der Saale) war preußischer Generalmajor und Kommandant der Festung Wesel.

## Leben

### Herkunft
Clemens war Angehöriger der Herren von Dannenberg. Seine Eltern waren der preußische Oberstleutnant a. D., zuletzt im 7. Kürassier-Regiment, Träger des Eisernen Kreuzes I. Klasse und Herr auf Leutesdorf, Ferdinand Christoph von Dannenberg (1786–1867) und dessen Ehefrau Maria Anna Walpurga, geborene Gräfin Beissel von Gymnich (1797–1875). Seine Schwester Mauritia (1828–1912) war mit dem nassauischen Staatsminister Graf Carl Wilderich von Walderdorff verheiratet.

### Werdegang
Er erhielt seine Schulbildung in der Divisionsschule in Köln. Nach seinem Abschluss ging er im Dezember 1836 in die 3. Schützenabteilung. Dort wurde er im Juli 1837 zum Portepeefähnrich und im Dezember 1838 zum Seconde-Lieutenant befördert. Von Dezember 1843 bis März 1945 war er Teil der 4. Jägerabteilung. Anschließend wurde er zur Gewehr-Revisionskommission in die Gewehrfabrik nach Suhl abkommandiert und schließlich im Oktober 1848 unter Belassung seines Kommandos in das 4. Jägerbataillon versetzt. Er wurde ordentliches Mitglied der Gewehr-Revisionskommission und stieg 1851 zum Premier-Lieutenant auf. Bereits im Januar 1852 wurde er von seinem Kommando in Suhl entbunden im August 1852 zum Hauptmann befördert. Vom April bis Oktober 1854 war er in das 1. Garderegiment zu Fuß abkommandiert, anschließend wurde er im Mai 1855 in den Vorstand der Gewehr-Umänderungskommission nach Potsdam berufen. Im  November 1857 kehrte er als Kompaniechef in das 4. Jägerbataillon zurück. Im Juni 1860 wurde er dann in das 32. Infanterieregiment versetzt. Im Mai 1863 erfolgte die Beförderung zum Major. Von Juni bis Oktober 1866 diente er im 65. Infanterieregiment, wo er Kommandeur des IV. Bataillons wurde.
Während des Deutschen Krieges wurde er bei der Besetzung von Hannover eingesetzt. Im Oktober 1866 erhielt er die Beförderung zum Oberstleutnant und kam als Kommandeur in das Füsilierbataillon des 79. Infanterieregiments. Im April 1870 wurde er als Kommandeur in das 60. Infanterieregiment versetzt und dort im Juli desselben Jahres zum Oberst befördert. 
Während des Deutsch-Französischen Krieges wurde er in der Schlacht bei Gravelotte schwer verwundet und mit dem Eisernen Kreuz II. Klasse ausgezeichnet. Er kämpfte in den Gefechten bei Montbard, Dijon und Auxonne sowie bei der Belagerung von Verdun. Im Januar 1871 wurde er Kommandeur der kombinierten Brigade Dannen und im März 1871 auch mit dem Eisernen Kreuz I. Klasse ausgezeichnet. Er kehrte kurz darauf als Kommandeur in das 60. Infanterieregiment zurück.
Nach dem Krieg erhielt er am 21. Januar 1872 den Roten Adlerorden IV. Klasse und wurde im Februar 1873 als Kommandant in die Festung Wesel versetzt. Dort erhielt er am 18. Januar 1874 den Roten Adlerorden III. Klasse mit Schleife und am 2. Mai 1874 wurde er mit dem Charakter des Generalmajors geehrt. Am 15. August 1874 wurde er mit Pension zur Disposition gestellt.
Er starb am 23. Juni 1897 auf Schloss Lebenhan bei Neustadt an der Saale als Ehrenritter des Johanniterordens.

### Familie
Dannenberg heiratete am 28. Juni 1849 in Wernrode Malwine von Biela (1825–1905). Das Paar hatte mehrere Kinder:
- Erich (* 8. Mai 1850; † 31. Oktober 1868)
- Klementine Anna (* 19. September 1853 in Wernrode; † 29. Januar 1935 in Gadderbaum) ⚭ 1871 Adolf Heinrich von Velsen (1842–1920), Oberstleutnant a. D.
- Elisabeth (* 29. Mai 1862; † 9. April 1863)